# 자밀레 셰이히
자밀레 셰이히(페르시아어: جمیله شیخی, 영어: Jamileh Sheykhi, 1930년 4월 29일 ~ 2001년 5월 23일 )는 이란의 배우이다. 1992년 파즈르 국제 영화제 크리스털 시무르그 여우주연상 수상자이다.